# Louis-Élisabeth de la Vergne de Tressan

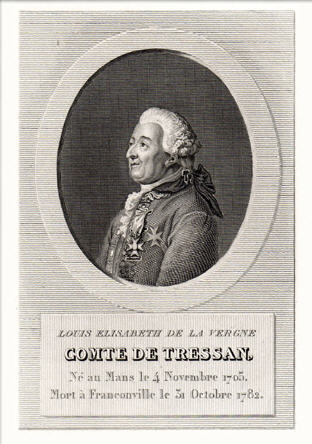
Porträt Tressans von Alexandre Desenne, 1824

Louis-Élisabeth de la Vergne, Comte de Tressan (* 4. November 1705 in Le Mans oder Mons; † 31. Oktober 1782 oder 1783 in Franconville) war ein französischer Schriftsteller und Enzyklopädist.

## Leben
Tressan – so der Name, unter dem er als Autor auftrat – stammte aus einer adligen Familie aus dem Languedoc und erhielt seine Ausbildung zusammen mit Louis XV. 1723 begann er seine militärische Karriere, hielt sich aber in den Folgejahren längere Zeit in Rom auf, wo er sich mit altfranzösischen Ritterromanen beschäftigte. Nach Paris zurückgekehrt, nahm er seine Militärlaufbahn wieder auf. 1733 und 1734 war er an Feldzügen beteiligt. Ebenso nahm er an den Feldzügen des Krieges 1741 in Flandern teil, war zeitweise Adjutant des Königs und wurde schließlich Generalleutnant. 1750 wurde er außerdem Gouverneur von Französisch Lothringen und Toul. Am Hofe des exilierten polnischen Königs Stanislaus I. in Lunéville schließlich wurde er Großmarschall. Dort wurde ihm vom jesuitischen Beichtvater des Königs vorgeworfen, ein Anhänger der Philosophie zu sein; seine schlagfertige Antwort darauf erfreute insbesondere Voltaire. Nach Stanislaus’ Tod zog sich Tressan in die Einsamkeit eines Landgutes in der Champagne zurück und widmete sich verstärkt der Schriftstellerei.
Er war mit Michelle de la Vergne de Tressan (* ca. 1720) verheiratet.
Tressan unterhielt Freundschaften mit Personen wie Voltaire und Fontenelle und verkehrte im Salon der Madame Tencin. Tressan verfasste eine philosophische Abhandlung mit dem Titel Réflexions sommaires sur l’esprit, den Essai sur le fluide électrique und zahlreiche Gelegenheitsgedichte; ferner schrieb er für Diderots Encyclopédie. 1781 wurde er dank seiner Übersetzung des Orlando furioso von Ariost Mitglied der französischen Akademie. 1782 erschienen die vier Bände des Corps d’extraits de romans de chevalerie. Zwischen 1780 und 1791 erschien eine zwölfbändige Gesamtausgabe seiner Werke in Paris und in den Jahren 1822 bis 1823 wurden seine Gesammelten Werke in zehn Bänden von Campenon und A. Martin herausgegeben.

## Schillers Urteil
Friedrich Schiller schrieb am 20. März 1801 in einem Brief an Goethe, in Tressans Werken finde man „statt der Natürlichkeit der Gefühle […] nur den Kanzleistil“ und „einen sentimentalen Effekt“, dennoch seien „eine gewisse Einfachheit in der Anlage“ und eine „Geschicklichkeit in der Anordnung“ erfreulich.

## Werke (Auswahl)
- Amadis de Gaule, traduction libre (1779)
- Roland furieux. Poème héroïque de l’Arioste (4 Bände, 1780)
- Essai sur le fluide électrique, considéré comme agent universel (2 Bände, 1786); cnum.cnam.fr
- Le Chevalier Robert, ou Histoire de Robert surnommé le Brave (1800)
- Rose Summers, ou les Dangers de l’imprévoyance traduit librement de l’anglais (1805)
- Œuvres (8 Bände, 1822–1823)